# Miyuki Abe
Miyuki Abe (あべ 美幸 Abe Miyuki?,  Japón, 4 de enero de 1972) es una dibujante japonesa. Actualmente trabaja para la editorial Kadokawa Shōten, en su revista Emerald. Uno de sus mangas más conocidos es Super Lovers y Hakkenden: Tōhō Hakken Ibun.

## Obras
- Lost Child
- Sweet vs Home
- Basshingu ren'ai
- Kimi wa boku o sukininaru
- Whiz Kid
- Komatta toki ni wa hoshi ni kike!
- Hakkenden: Tōhō Hakken Ibun
- Super Lovers